# 친절한 경제씨의 똑똑한 재무플랜
《친절한 경제씨의 똑똑한 재무플랜》는 대한민국 부산광역시·경상남도 민영방송사 KNN의 라디오 KNN 러브FM(부산 FM 105.7MHz, 기장,정관 89.3MHz, 양산 88.5MHz)에서 방송되고 있는 라디오 프로그램이다.
| KNN 러브FM                |                                 |                  |
| 이전                      | 친절한 경제씨의 똑똑한 재무플랜 | 다음             |
| KNN 뉴스아이              | 친절한 경제씨의 똑똑한 재무플랜 | 센텀 ON AIR      |
| 밤 8시 20분 ~ 밤 8시 40분 | 밤 8시 40분 ~ 밤 9시            | 밤 9시 ~ 밤 10시 |
|                           |                                 |                  |